# Strix ocellata
Strix ocellata là một loài chim trong họ Strigidae.
Chúng được tìm thấy trong các khu vườn và khu rừng rụng lá mỏng tiếp giáp với rừng gai khô hoặc đất nông nghiệp. Chúng dễ dàng bị phát hiện bởi những tiếng kêu run rẩy, kỳ quái đặc biệt vào lúc bình minh và hoàng hôn. Tiếng kêu đặc trưng là do sự phối hợp 2 tiếng kêu của cú trống và cú mái, trong khi các nốt khác bao gồm tiếng kêu trầm và tiếng rít. Kích thước lớn, không có chùm lông "tai" và các vạch đồng tâm trên mặt giúp chúng dễ dàng nhận dạng.